# Totò diabolique
Pour plus de détails, voir Fiche technique et Distribution.
Totò diabolique (Totò diabolicus) est un film italien réalisé par Steno, sorti en 1962.
Le film se veut une parodie des films policiers à énigmes. Totò y interprète six personnages différents.

## Synopsis
Le Marquis Galeazzo di Torrealta est retrouvé assassiné dans sa villa. Sur le cadavre, le meurtrier laisse une note avec sa signature: Diabolicus. L’enquête policière se concentre sur les quatre frères de la victime, soupçonnés d’avoir tué le marquis pour entrer en possession du riche héritage de la famille, mais ces derniers semblent tous avoir un alibi en béton. La baronne multi-veuve Laudomia, malgré sa manie de jeunesse qui l’amène à souhaiter à tous sa mort prématurée - ce qui est vraiment arrivé à ses deux premiers maris - dit qu’elle est allée au cinéma, même si ses déclarations ne convainquent pas. Le général Scipion, un policier nostalgique de l’époque du fascisme, manifeste un brouillard mental et ne fournit pas d’indications utiles aux policiers. Enfin, le chirurgien Carlo (dont la femme a une liaison secrète avec Lallo, le troisième mari de Laudomia) est resté dans la salle d’opération toute la nuit. Quant au doux et chaste Monseigneur Antonino, les enquêteurs n’insinuent évidemment même pas le moindre soupçon.
Deux jours après le meurtre, Diabolicus envoie 3 lettres anonymes: l’une à la police pour la détourner dans l’enquête, les deux autres à Charles et Scipion pour les faire aller chez Laudomia. Et voici le piège de Diabolicus, qui tue les trois frères d’un seul coup en jouant du billard. Laissé seul, Antonin décide de laisser tout l’héritage de ses pauvres proches à un frère secret, résultat d’un péché de la jeunesse de son père. L’homme, Pasquale Bonocore, a toujours été maltraité par sa famille, et est maintenant en prison pour vol.
Libéré de prison pour avoir indiqué le nom des complices du vol et installé dans une luxueuse villa grâce à l’héritage reçu, Pasquale reçoit un service de protection spécial, car la police pense que maintenant Diabolicus peut le frapper. En fait, une nuit, l’homme est attaqué par un personnage mystérieux portant le costume infâme Diabolicus, mais la police, vient d’arriver, découvrir qu’en réalité c’est Gigi « marqué », un ancien collègue de Pasquale qui a fini en prison après ses aveux et s’est échappé dans une tentative de se venger.
Pendant ce temps, Diana, l’amante de Galeazzo, est convoquée d’urgence par Mgr Antonino. Méfiante des comportements étranges du prélat, qui l’invite à fumer, boire de l’alcool et danser, la femme découvre qu’Antonino est en fait Galeazzo déguisé en monseigneur. Galeazzo, voyant sa succession mince, avait en effet décidé de tuer tous ses frères, et le soir de « son » crime, il avait convoqué Antonino à sa maison, puis l’avait poignardé, sans être vu par personne, et convenablement camouflé lui faisant croire qu’il avait été tué; et plus tard assassiné les trois autres frères. Galeazzo n’a plus la dernière partie du plan : tuer Pasquale, le déguiser en monseigneur et se déguiser en Pasquale, blâmant tous les crimes sur l’innocent Lallo, le troisième mari de Laudomia, enfermé dans sa chambre après avoir été endormi avec un somnifère.
Galeazzo met en œuvre le plan, grâce également à la collaboration de Diana, et fait arrêter l’incrédule Lallo ; La police, cependant, a tôt fait de découvrir que la victime n’est pas Antonino, mais pas non plus Pasquale. La victime, en effet, est le chef de la sécurité privée qui protège Pasquale et qui s’est sacrifié pour son client à la suggestion de Pasquale lui-même, à qui était venu quelques soupçons sur son frère monseigneur. Avec Galeazzo et Diana en prison et avec beaucoup d’argent, Pasquale peut enfin se reposer facilement.

## Fiche technique
- Titre français : Totò diabolique[1]
- Titre original : Totò diabolicus
- Réalisation : Steno
- Scénario : Vittorio Metz, Roberto Gianviti, Marcello Fondato
- Photographie : Enzo Barboni
- Montage : Giuliana Attenni
- Musique : Piero Piccioni
- Format : Noir et blanc — 35 mm — 1,66:1 — Son : Mono
- Genre : Comédie noire
- Durée : 95 minutes
- Date de sortie : 
  - Italie : 6 avril 1962
  - France : 23 octobre 1964[1]

## Distribution
- Totò : Galeazzo di Torrealta, Carlo di Torrealta, Scipione di Torrealta, Mgr Antonino di Torrealta, Laudomia di Torrealta, Pasquale Bonocore
- Raimondo Vianello : baron Lallo
- Beatrice Altariba : Diana
- Nadia Sanders : Donna Fiore
- Luigi Pavese : commissaire de Police
- Mario Castellani : inspecteur Scalarini
- Peppino De Martino : notaire Cocozza
- Giulio Marchetti : détective privé
- Franco Giacobini : docteur Santoro
- Pietro De Vico : patient
- Franco Ressel : anesthétiste Biagini